# Michał Majewski
Michal Majewski (Mojav, 23 febbraio 1987) è uno schermidore polacco, vincitore di una medaglia di bronzo ai campionati mondiali di scherma.

## Palmarès
In carriera ha conseguito i seguenti risultati:
- Mondiali di scherma

Pechino 2008: bronzo nel fioretto a squadre.
- Europei di scherma

Smirne 2006: argento nel fioretto a squadre.
Kiev 2008: argento nel fioretto a squadre.
Legnano 2012: bronzo nel fioretto individuale.